# Le Menoux
Le Menoux is een gemeente in het Franse departement Indre (regio Centre-Val de Loire) en telt 420 inwoners (1999). De plaats maakt deel uit van het arrondissement Châteauroux.

## Geografie
De oppervlakte van Le Menoux bedraagt 5,6 km², de bevolkingsdichtheid is 75,0 inwoners per km².
De onderstaande kaart toont de ligging van Le Menoux met de belangrijkste infrastructuur en aangrenzende gemeenten.

## Demografie
Onderstaande figuur toont het verloop van het inwonertal (bron: INSEE-tellingen).